# Quatre intégralités
 (octobre 2018).
Les dispositions stratégiques des Quatre intégralités ou plus brièvement les Quatre intégralités ont été énoncées en 2014 par Xi Jinping comme une théorie politique à observer dans la gouvernance de l’État et du Parti. 
D’autres théories du Parti communiste chinois (PCC), développées par les dirigeants des quatre générations précédentes dont essentiellement : la Pensée de Mao Zedong, la théorie de Deng Xiaoping, les Trois représentativités, le Concept de développement scientifique et la Société harmonieuse ont été toutes hissées aux Statuts du PCC. Les Quatre intégralités sont considérées comme un acquis théorique du groupe dirigeant de la 5e génération.

## Contenu
L’approche des Quatre intégralités consiste à :
1. Parachever la construction in extenso de la société de moyenne aisance ;
2. Approfondir la réforme dans tous les domaines ;
3. Administrer le pays en vertu de la loi sur tous les plans ;
4. Gérer strictement l’ensemble du Parti.

## Historique
En novembre 2014, lorsqu’il était en voyage d’études dans le Fujian, Xi Jinping a abordé pour la première fois trois objectifs à savoir : parachever la construction in extenso de la société de moyenne aisance, approfondir la réforme dans tous les domaines et administrer le pays en vertu de la loi sur tous les plans. Le mois suivant, dans le Jiangsu, il y a rajouté le quatrième objectif par rapport à l’administration du Parti.
Bien que la théorie des Quatre intégralités soit attribuée à Xi Jinping, on trouve déjà dans la théorie de Deng Xiaoping des discours très proches ou tout à fait pareils.

### Parachever la construction in extenso de la société de moyenne aisance
La première apparition du terme de société de moyenne aisance dans le discours politique chinois remonte à la date du 6 décembre 1979. Recevant à Beijing le premier ministre japonais Ohira Masayoshi, Deng Xiaoping, à l’époque vice-premier ministre de la République populaire de Chine, a dit à son hôte que « la modernisation doit permettre à la Chine d’atteindre à l’aisance moyenne ». En 1997, lors du XVe Congrès national du PCC, le secrétaire général du Parti Jiang Zemin a abordé dans son rapport la « construction de la société de moyenne aisance ». Le terme évoluera en « construction de la société de moyenne aisance sur tous les plans » lors du XVIe Congrès du Parti en 2002. En 2012, dans son rapport présenté devant les délégués du XVIIIe Congrès du Parti, le secrétaire général Hu Jintao a officiellement avancé l’objectif de «parachever la construction in extenso de la société de moyenne aisance ».

### Approfondir la réforme dans tous les domaines
La politique de « la réforme sur le plan intérieur et l’ouverture vers l’extérieur, ou simplement dite « la réforme et l’ouverture » a été officiellement annoncée lors de la 3e session plénière du 11e Comité central du PCC tenue en 1978. Lors du XVIIIe Congrès du Parti en 2012, Hu Jintao a parlé de « approfondir sur tous les plans la réforme et l’ouverture ». L’année suivante, la 3e session plénière du 18e Comité central du PCC a adopté la Décision sur des questions d’importance capitale relatives à l’approfondissement général de la réforme. Ce document a parlé de l’approfondissement de la réforme dans tous les domaines.

### Administrer le pays en vertu de la loi sur tous les plans
En 1978, Deng Xiaoping a officiellement énoncé lors d’une conférence du Comité central du PCC les principes dits « Faire des lois, les imposer à tous, les appliquer sévèrement sans tolérer aucune infraction ». Il a dit : « La démocratie doit être assurée par les institutions et codifiée sous forme de loi. Ces lois et institutions ne doivent pas être modifiées à cause du remplacement des dirigeants, ni en raison de changements d’avis et de perception chez les dirigeants. » Ces discours sont considérés comme ayant ouvert l’ère pour la gouvernance avec la loi dans le milieu idéologique chinois. En 1997, dans son rapport du XVe congrès national, le PCC a explicitement parlé de « construction de l’État de droit ». Gouverner par la loi est désormais érigé en principe fondamental. La 2e réunion de la 9e Assemblée populaire nationale tenue en 1999 a incorporé le principe de gouverner le pays par la loi dans la Constitution de la république populaire. Le terme « administrer le pays en vertu de la loi sur tous les plans » a paru dans le rapport du XVIIIe Congrès du Parti en 2012. Les objectifs concrets de la stratégie ont été donnés dans la Décision du CC du PCC sur des questions d’importance majeure relatives à l’administration du pays en vertu de la loi adoptée lors de la 4e session plénière du XVIIIe congrès.

### Gérer strictement l’ensemble du Parti
En 1956 déjà, Deng Xiaoping a dit : Il faut établir des règles dans les institutions de l’État et du Parti pour effectuer une surveillance rigoureuse sur les organisations et les membres du Parti. La 3e session plénière du 11e Comité central du PCC a érigé en principe fondamental la directive recommandant au Parti de « contrôler étroitement le comportement de ses membres et faire régner une stricte discipline dans ses rangs ». En 1992, à l’issue du XIVe congrès du Parti, le principe de « gérer strictement le Parti » a été inscrit dans les Statuts du PCC.